# Chiến tranh Boer thứ hai
Chiến tranh Boer thứ hai (tiếng Hà Lan: Tweede Boerenoorlog, tiếng Afrikaans: Tweede Vryheidsoorlog, "Chiến tranh tự do thứ nhì"), được biết đến nhiều hơn với tên gọi Chiến tranh Boer, Chiến tranh Anh-Boer, Chiến tranh Nam Phi hoặc Chiến tranh Nam Phi Anh-Boer, bắt đầu vào ngày 11 tháng 10 năm 1899 và kết thúc vào ngày 31 tháng 5 năm 1902. Anh đánh bại hai nhà nước Boer ở Nam Phi: Cộng hòa Nam Phi (Cộng hòa Transvaal) và Nhà nước Tự do Orange. Anh được sự hỗ trợ của Thuộc địa Cape, Thuộc địa Natal và một số đồng minh châu Phi. Các nỗ lực chiến tranh của Anh được hỗ trợ thêm bởi các tình nguyện viên từ đế quốc Anh, bao gồm Nam Phi, thuộc địa của Úc, Canada, Ấn Độ và New Zealand. Tất cả các nước khác đều có tính trung lập, nhưng ý kiến của họ phần lớn là thù địch với Anh Quốc. Bên trong Anh Quốc và Đế quốc của cũng có sự phản đối đáng kể đối với Chiến tranh Boer thứ hai.
Nước Anh quá tự tin và không có sự chuẩn bị trước. Người Boers đã được trang bị vũ khí và tấn công đầu tiên, bao vây Ladysmith, Kimberley, và Mafeking vào đầu năm 1900, và chiến thắng các trận đánh quan trọng tại Colenso, Magersfontein và Stormberg. Bị chao đảo, Anh Quốc mang một số lượng lớn lính và chiến đấu trở lại. Tướng Redvers Buller được thay thế bởi Lord Roberts và Lord Kitchener. Họ đã giải tỏa ba thành phố bị bao vây và xâm chiếm hai nước cộng hòa Boer vào cuối năm 1900. Các cuộc hành quân của quân đội Anh đã quá áp đảo đến mức Boers không chống lại những trận đánh được tổ chức để bảo vệ quê hương của họ. Nước Anh nhanh chóng nắm quyền kiểm soát toàn bộ Nhà nước Tự do Tự do và Transvaal, khi mà giới lãnh đạo dân sự đã trốn tránh hoặc lưu vong. Theo thuật ngữ thông thường, chiến tranh đã kết thúc. Anh chính thức sáp nhập hai nước vào năm 1900, và gọi đó là cuộc bầu cử kaki để cung cấp cho chính phủ thêm sáu năm nữa quyền lực tại London.
Tuy nhiên, người Boer từ chối đầu hàng. Họ quay trở lại chiến tranh du kích dưới các tướng mới là Louis Botha, Jan Smuts, Christiaan de Wet và Koos de la Rey. Hai năm nữa các cuộc tấn công bất ngờ và nhanh chóng thoát ra sau. Là du kích mà không có đồng phục, máy bay Boer dễ dàng pha trộn vào đất nông nghiệp, nơi cung cấp nơi ẩn náu, nguồn cung cấp, và ngựa. Giải pháp của Anh là thiết lập các khu nhà phức tạp, các điểm mạnh và hàng rào hàng rào kẽm, chia cắt toàn bộ lãnh thổ bị chinh phục. Các nông dân dân sự đã được di dời vào các trại tập trung, nơi tỷ lệ rất lớn đã chết vì bệnh tật, đặc biệt là trẻ em, những người hầu như thiếu các cơ hội miễn dịch. Sau đó các đơn vị bộ binh của Anh Quốc đã theo dõi hệ thống các đơn vị du kích Boer có tính di động cao. Cuộc chiến ở giai đoạn này là những cuộc hành quân nhỏ và chỉ có vài người bị thương (chiến tranh đã chấm dứt trong các điều khoản đầu hàng và của Anh tại Hiệp ước Vereeniging tháng 5 năm 1902). Anh đã thắng được các lãnh tụ Boer, những người đến lúc đó đã hỗ trợ đầy đủ cho hệ thống chính trị mới. Cả hai nước cộng hòa này đều được thành lập vào Liên minh Nam Phi vào năm 1910, do người Boer kiểm soát.